# Go Hard or Go Home (canción)
«Go Hard or Go Home» es una canción del rapero norteamericano Wiz Khalifa y la rapera australiana Iggy Azalea. Aparece en la banda sonora de la película Furious 7 (2015) y estaba disponible como una pista instantánea para la preventa del álbum a través de las tiendas de iTunes a partir del 17 de febrero de 2015. La canción fue producida por The Featherstones.

## Antecedentes y lanzamiento
En febrero de 2015, Atlantic Records anunció Furious 7: Original Motion Picture Soundtrack, como el compañero musical de la película de acción de Universal Studios Furious 7, que serían lanzados en las tiendas y en todos los minoristas en línea el 17 de marzo, y con la apertura de la película en los cines IMAX el 3 de abril de 2015. La banda sonora estuvo disponible para la preventa el 17 de febrero con ciertas prepedidos que recibía la gratificación instantánea de descarga de los primeros sencillos promocionales de la colección, incluyendo el de Khalifa y Azalea "Go Hard or Go Home." La pista tuvo su debut exclusivo en Warner Music Group servicio "Snapchat Discover", primer estreno del audio del Atlantic a través de la foto mensajería en el nuevo portal de aplicaciones de Snapchat.  Después del estreno, Khalifa tuiteó a Azalea sobre una próxima filmación del video de la canción". En 2014, también había sido revelado por el actor de The Fast and the Furious, Vin Diesel, que Azalea haría un cameo en la séptima entrega de la serie de películas.

## Rendimiento comercial
"Go Hard or Go Home" debutó en el número cien en el Billboard Hot 100 de EE. UU., convirtiéndose en el vigésimo séptimo título de gráficos de Khalifa y octavo de Azalea, y en el número treinta y siete en el Billboard Hot R&B/Hip-Hop Songs para la semana que terminó el 22 de febrero de 2015. Las ventas digitales de la pista alimentaron su llegada en las listas, registrando 40.000 descargas en su primera semana, el aterrizaje de un número veintisiete sobre Billboard' en Digital Songs.  En torno al lanzamiento de la canción también lo lanzó en el semanario Billboard en la tabla Twitter Top Tracks, donde entró en el número diez.

## Lista de canciones
Descarga digital
1. «Go Hard or Go Home» [Album track] – 3:52

## Posicionamiento en listas
| Lista (2015)                           | Mejor posición |
| -------------------------------------- | -------------- |
| Alemania (Offizielle Deutsche Charts)  | 47             |
| Austria (Ö3 Austria Top 40)            | 59             |
| Bélgica (Urban Flandes)                | 22             |
| Canadá (Canadian Hot 100)              | 65             |
| Estados Unidos (Billboard Hot 100)     | 86             |
| Estados Unidos (Hot R&B/Hip-Hop Songs) | 37             |
| Estados Unidos (Hot Rap Songs)         | 21             |
| Francia (SNEP)                         | 77             |
| Reino Unido (UK Singles Chart)         | 110            |
| Reino Unido (UK R&B Chart)             | 19             |
| Suiza (Schweizer Hitparade)            | 55             |